# Эйбл, Тэффи
Тэффи Эйбл (англ. Taffy Abel, настоящее имя Кларенс Джон Эйбл, англ. Clarence John Abel; 28 мая 1900, Мичиган, США — 1 августа 1964, США) — профессиональный американский хоккеист НХЛ. Амплуа — защитник.

## Карьера
С 1918 по 1922 годы в составе «Мичиган Су Националс» (ТБСХЛ). C 1922 по 1925 в составе «Сант Пауль Атлетик Клуб» (УСАХА). С 1925 по 1926 — в «Миннеаполис Миллерс» (КХЛ). С 1926 по 1929 — в «Нью-Йорк Рейнджерс». С 1929 по 1934 — «Чикаго Блэк Хоукс».
В чемпионатах НХЛ: 111 игр, 11 голов. В Кубке Стэнли: 17 игр, 1 гол. В чемпионатах НХЛ: 222 игры, 8 голов. В Кубке Стэнли: 11 игр.

## Достижения
Обладатель Кубка Стэнли в 1928 и 1934 годах. Второй призёр ЗОИ 1924: 5 игр, 15 голов. На I зимних Олимпийских играх в Шамони был знаменосцем американской сборной.